# یانیق
یانیق منطقه‌ای مشتمل بر چندین تپه در جنوب شهر تبریز است. این منطقه در قسمت جنوبی خیابان ارتش این شهر واقع شده‌است. در جنوب تپه‌های یانیق، باغ شاه‌چلبی قرار داشته که این باغ توسط میرزا ابوالحسن آباد گردیده بود و ناصرالدین شاه بارها در آن سکونت گزیده و از آن تعریف‌ها کرده بود. در گذشته تپه‌های یانیق جنگل‌های انبوهی بوده‌اند که به‌جهت پناه‌گرفتن هواداران یکی از شاعران آذربایجان بنام نسیمی در این منطقه، مأموران دولتی آن‌ها را آتش زده و نابود ساختند. از آن تاریخ به بعد، این منطقه به تپه‌های یانیق (سوخته) معروف شد.